# Michael England
Michael England (* 27. Mai 1983) ist ein australischer Straßenradrennfahrer.
Er begann seine Karriere im Oktober 2008 bei dem australischen Continental Team Budget Forklifts. In seinem ersten Jahr dort wurde er Zweiter auf dem siebten Teilstück der Tour of Gippsland und bei dem Eintagesrennen Goulburn-Sydney belegte er den zweiten Platz. Bei der Tour of Wellington 2009 konnte er mit seinem Team das Mannschaftszeitfahren für sich entscheiden.

## Erfolge
2009
- eine Etappe Tour of Wellington (Mannschaftszeitfahren)

## Teams
- 2008 Team Budget Forklifts (ab 01.10.)
- 2009 Team Budget Forklifts
- 2011 Team Budget Forklifts